# 普希斯塔河
43°28′24″N 40°02′41″E / 43.4734°N 40.0448°E
普希斯塔河是格魯吉亞的河流，位於該國西部，鄰近與阿布哈茲和俄羅斯接壤的邊境，處於首都第比利斯以西400公里，河道全長13公里。